# Polymerizace
Polymerizace (též polymerace) je chemická reakce, při které z malých molekul (monomerů) vznikají vysokomolekulární látky (polymery). Dělí se podle mechanismu na polymerizaci radikálovou, iontovou, polyinzerci, polykondenzaci a polyadici. Podle způsobu provedení se dělí např. na blokovou, roztokovou, suspenzní, emulzní. Stereospecifickou se nazývá polymerizace, při níž vznikají prostorově pravidelně uspořádané makromolekuly. Radiační polymerizace je iniciována ozářením monomerů. Počet stavebních jednotek (merů) zabudovaných v makromolekule udává polymerační stupeň (Pn).
Polymerizace je základní reakce pro výrobu plastů, syntetických kaučuků a umělých vláken. Uplatňuje se při výrobě a využití laků, polyesterů, laminátů a v lékařství. Polymerizace se vyskytuje též v procesech v živé přírodě, např. při biosyntéze polysacharidů a proteinů.
Polymerizace lze dělit i na řetězové a neřetězové podle způsobu narůstání makromolekulárních řetězců během syntézy.
Pokud se při polymerizaci používá pouze jeden monomer, jde o homopolymerizaci, pokud je monomerů více, jedná se o kopolymerizaci. Výsledkem kopolymerizace dvou monomerů může být podle podmínek statistický kopolymer (oba monomery se v řetězci střídají náhodně), alternující kopolymer (oba monomery se v řetězci střídají pravidelně), případně i blokový kopolymer (oba monomery tvoří delší souvislé úseky řetězce).

## Základní druhy polymerizace

### Řetězové polymerizace

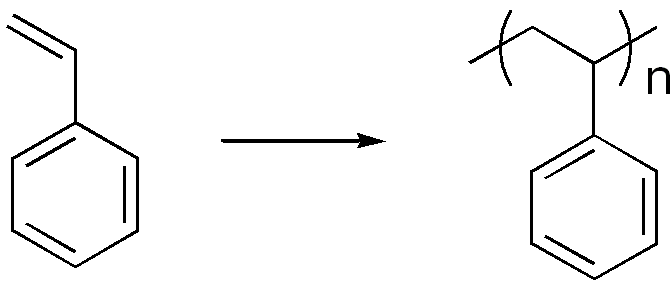
Příklad řetězové polymerizace. Z dvojné vazby styrenu vznikají při polymerizaci dvě jednoduché vazby na další molekuly styrenu.

Nenasycené monomery (monomery s dvojnými vazbami) se otevíráním dvojných vazeb napojují na jeden konec polymerního řetězce aniž se uvolňuje vedlejší produkt. Polymerizaci zahajuje látka zvaná iniciátor, případně produkt jejího rozkladu. Růst řetězce se označuje jako propagace, jeho ukončení jako terminace. Řetězovou polymerizací se vyrábí např. polystyren, polyethylen, polypropylen, polyvinylchlorid, polymethylmethakrylát a další běžné plasty.
Styren a butadien jsou jediné monomery, které jsou schopny polymerizace všemi typy růstových center. Podle chemické povahy růstového centra (místa, kde růst polymerního řetězce pokračuje připojením dalšího monomeru) jde o následující polymerizace:

#### Radikálová
Iniciátor bývá aktivován teplotou, světlem nebo změnou pH. Při aktivaci vznikají radikály. Mezi nejznámější iniciátory patří N,N-azobis(isobutyronitril) (AIBN). Speciálním typem (převážně) radikálové polymerace je plazmová polymerace.

#### Iontová
Monomer musí být polarizovaný, tzn. dipól vzniká mezomerním či indukčním efektem. Pokud je efekt kladný, substituent dopuje vinyl elektrony, monomer pak může polymerovat kationtovým mechanismem. Pokud je efekt záporný, monomer polymeruje aniontovým mechanismem. Rychlost polymerizace je dána stabilitou rezonance – u velké rezonance (např. styren, butadien) je polymerizace pomalá. Ve většině případů platí, že kationtová polymerizace je řádově rychlejší než aniontová a aniontová řádově rychlejší než radikálová polymerizace.
Aniontovým mechanismem mohou polymerovat tyto monomery (seřazeny podle polarizace vzestupně):
styren, butadien, izopren, vinylestery CH2=CH-O-CO-R, metakryláty CH2=C(CH3)-CO-O-R, akryláty CH2=CH-CO-O-R, kyanoakryláty CH2=C(CN)-CO-O-R. Iniciátory (sestupně podle bazicity) jsou většinou alkalické kovy, organokovy (n-butyllithium, difenylhexyl lithium, a-lihio methyl isobutyrát), alkoxidy (tert-butanolát litný). V extrémních případech může být iniciátorem i voda, která iniciuje polymerizaci kyanoakrylátů, které byly původně vyvinuty jako tkáňové lepidlo v lékařství, dnes se úspěšně používá jako sekundové lepidlo.
Kationtový mechanismus je náchylný na řadu vedlejších reakcí. Z propenu vzniká pouze oligomer. V průmyslu se používá pouze k výrobě polyisobutylenu, který není možné žádným jiným způsobem připravit. Kationtovými iniciátory jsou Brønstedovy kyseliny s objemným aniontem (HClO4) a dále Lewisovy kyseliny.

#### Iontově-koordinační
Vývoj těchto katalyzátorů byl důležitý hlavně pro syntézu nenasycených polyenu (polypropylen, vysokomolekulární polyethylen), protože tyto polymery nejdou vyrobit žádným jiným postupem. Vývoj těchto katalyzátorů začal po druhé světové válce objevem heterogenních Zieglerových–Nattových katalyzátorů. V současné době existují tzv. metaloceny, pomoci kterých probíhá polymerizace v homogenní fázi.

### Stupňovité polymerizace

#### Polykondenzace

Příklad polykondenzace. Karboxylové skupiny a aminoskupiny monomerů reagují za tvorby polyamidu, uvolňuje se voda.

Monomery nesou nejméně dvě funkční skupiny, které spolu reagují za uvolnění vedlejšího produktu, např. vody nebo amoniaku. Ze dvou monomerů tím nejprve vznikne dimer, dále trimer, atd., postupně tak spojováním monomerů vzniká polymer. Jde o polymerizaci neřetězovou, je pozvolnější, stupňovitá. Pokud nese aspoň jeden monomer více než dvě funkční skupiny, vzniká místo lineárního polymeru polymer trojrozměrný. Monomer se mění i po stránce chemického složení. Polykondenzací se vyrábí např. polyamidy, polyestery (nasycené, nenasycené – CHS polyester), polykarbonáty (markolon) nebo fenoplasty (bakelit), silon, polyimidy (kapton), silikony

#### Polyadice
Probíhá podobně jako polykondenzace, tedy reakcí funkčních skupin monomerů, ale neuvolňuje se při ní vedlejší produkt a pouze se přesunují atomy vodíku. Bývá proto někdy označována jako zvláštní případ polykondenzace. Příkladem je příprava polyurethanu reakcí dvojfunkčních alkoholů s diisokyanáty nebo výroba epoxidů.

## Průběh polymerace
Polymerace probíhá ve třech fázích.
- iniciace – aktivace monomeru přivedením energie potřebné k rozštěpení dvojných nebo trojných vazeb, otevírání těchto vícenásobných vazeb uhlíku
- propagace – celá doba, kdy řetězec lavinovitě roste, uvolňuje se reakční teplo, které musí být odváděno
- terminace – ukončení růstu řetězce